# Музей галло-римской цивилизации
Музей галло-римской цивилизации находится в Лионе на холме Фурвьер рядом с античными театром и одеоном, в месте, где располагался центр римского поселения Лугдун. Управление музеем осуществляет администрация департамента Рона совместно с дирекцией археологического музея в Сен-Ромен-ан-Галь.

## История

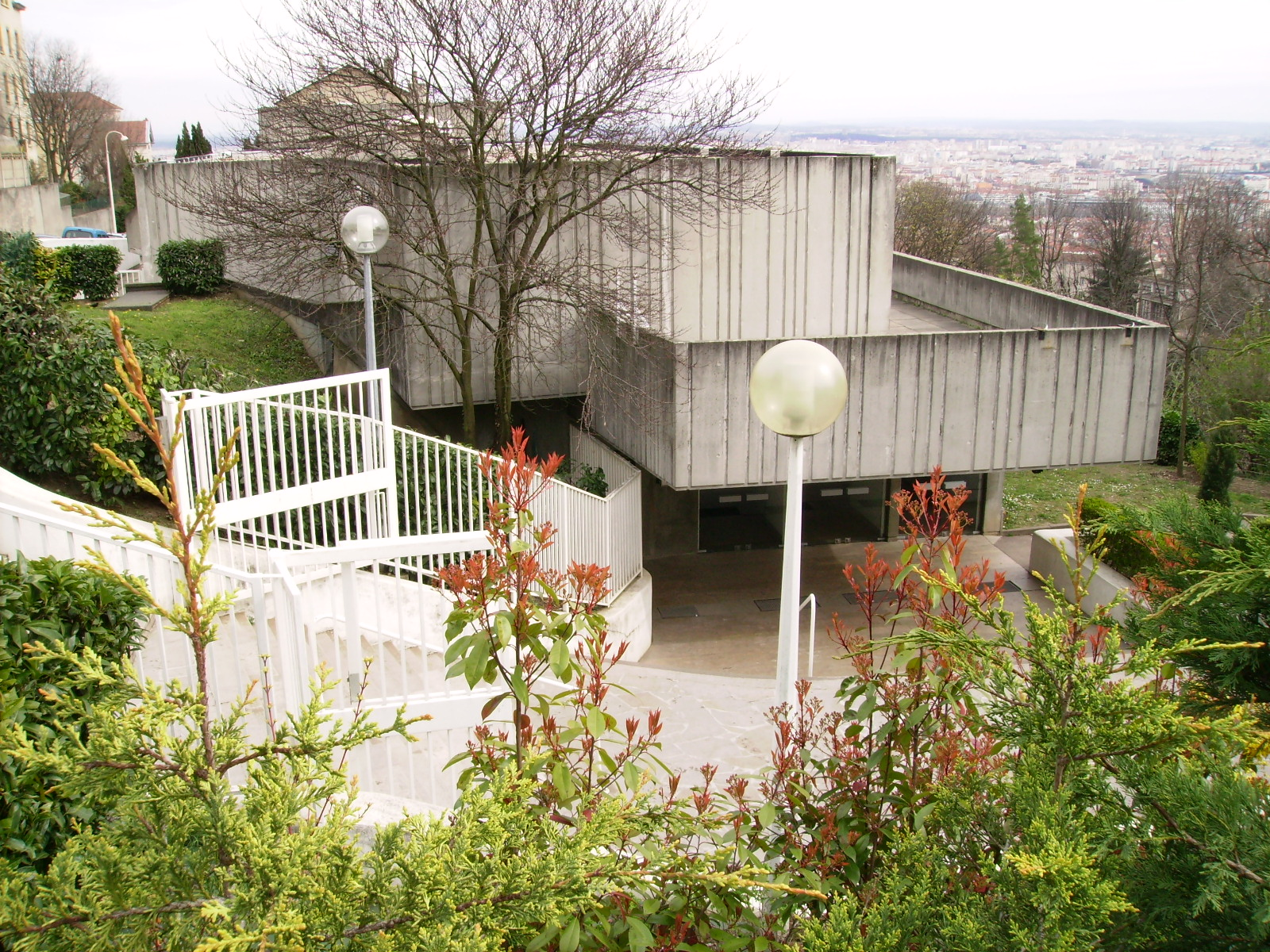
Вход в музей

Здание было построено архитектором Бернаром Зерфюсом, музей открыт в 1975 году. Новое здание укрыто в склоне холма, тем самым не нарушая общий вид античного архитектурного ансамбля.

## Собрание
В Лионе, важном центре галло-римской цивилизации, столице Галлии Лугдуне, было сделано множество находок, как случайно, в процессе строительства, так и в результате археологических исследований. В музее собраны различные артефакты, такие как статуи, украшения, вещи повседневного быта времён римского владычества. Кроме того, встречаются объекты, относящиеся к кельтской культуре. Также в музее находится макет Лугдуна.

## Основные экспонаты

### Мозаика «Цирковые состязания»
Мозаика была найдена в 1806 году в лионском квартале Эней. На ней изображены соревнования на колесницах в цирке. Мозаика — довольно редкое для античности изображение цирковых состязаний.

### Другие экспонаты
- Парадная бронзовая колесница
- Галльский календарь из Колиньи
- Фрагменты убранства жертвенника Святилища Союза трёх Галлий
- Клавдиева таблица — запись текста речи императора Клавдия
- Мозаики больших размеров
- Жертвенник с изображением головы быка, сооружённый в 160 году с просьбой к богам о выздоровлении императора Антонина Пия
- Множество саркофагов, среди которых Саркофаг триумфа Бахуса
- Сокровищница Лион-Вэз — посуда, украшения и статуэтки из серебра, спрятанные в тайнике во время нашествия германцев в III веке

## Галерея

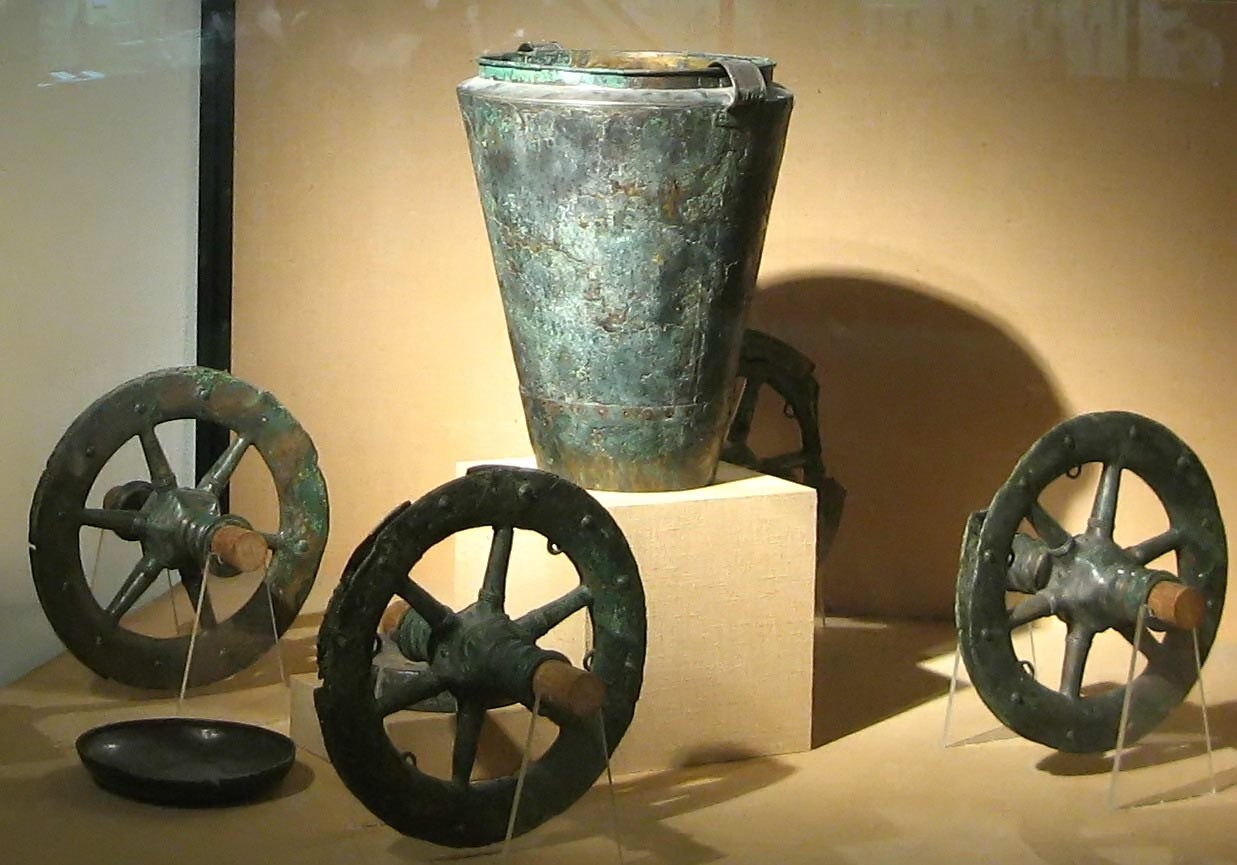
Парадная бронзовая колесница
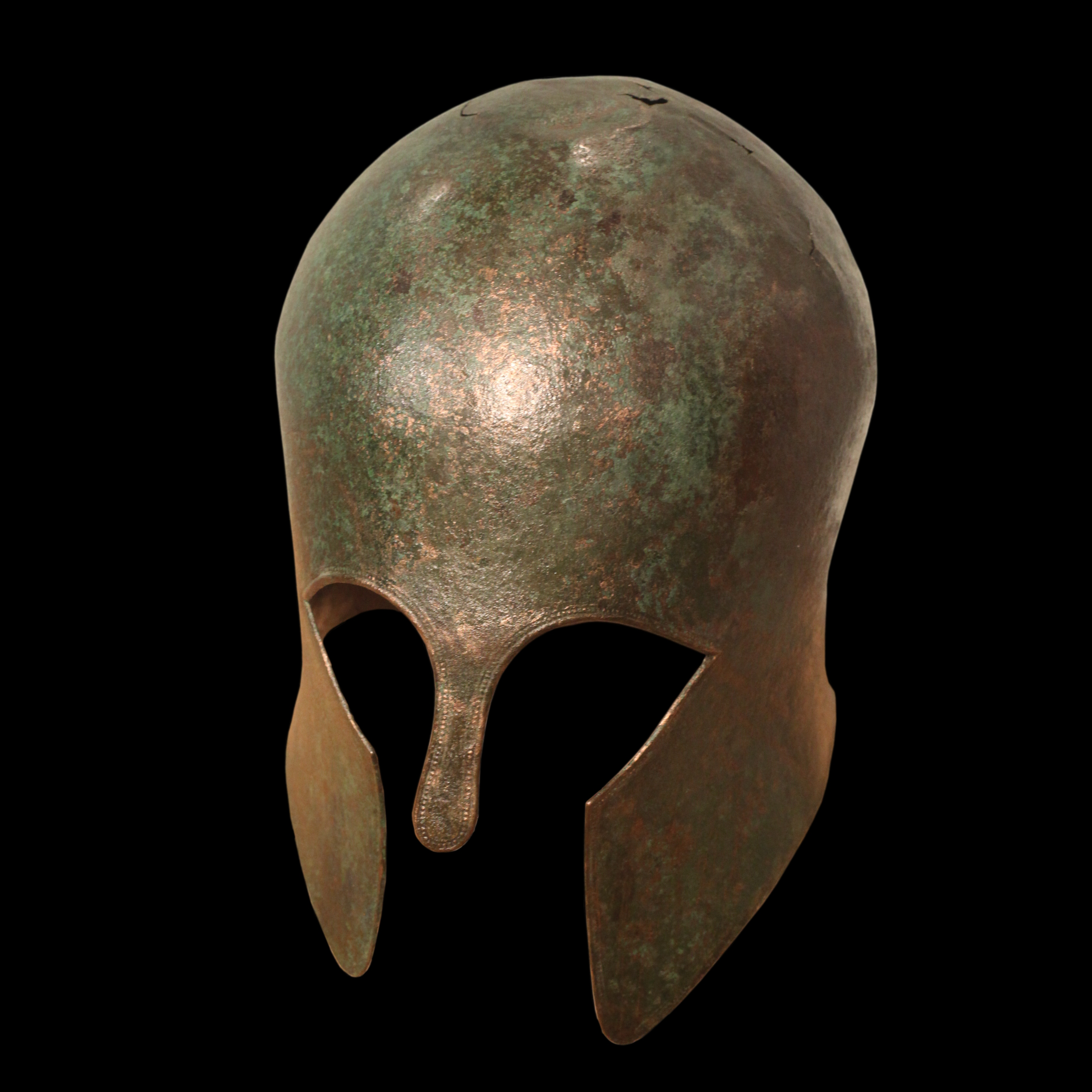
Греческий бронзовый шлем VI в. до н. э.
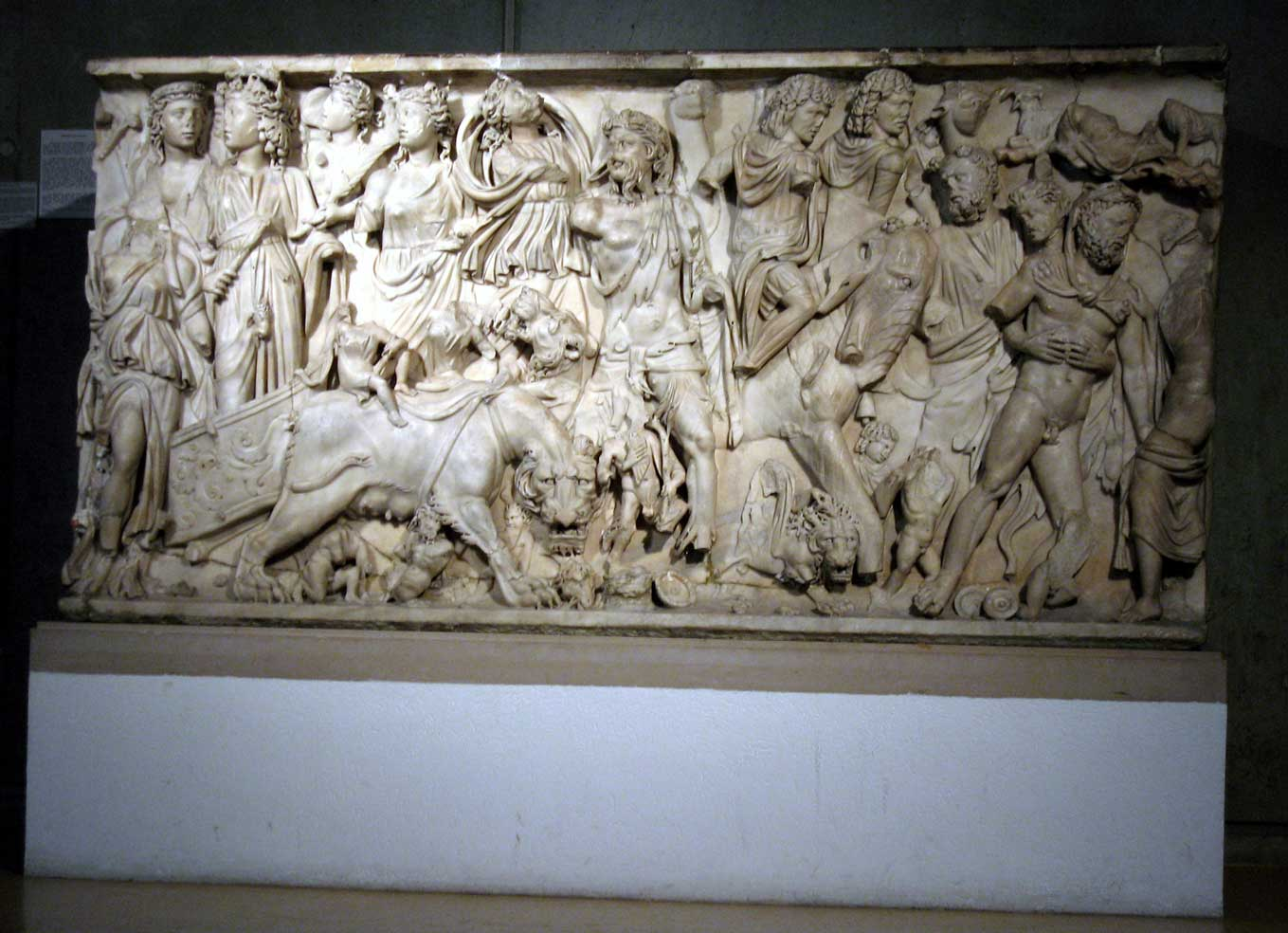
Саркофаг «Триумф Бахуса»
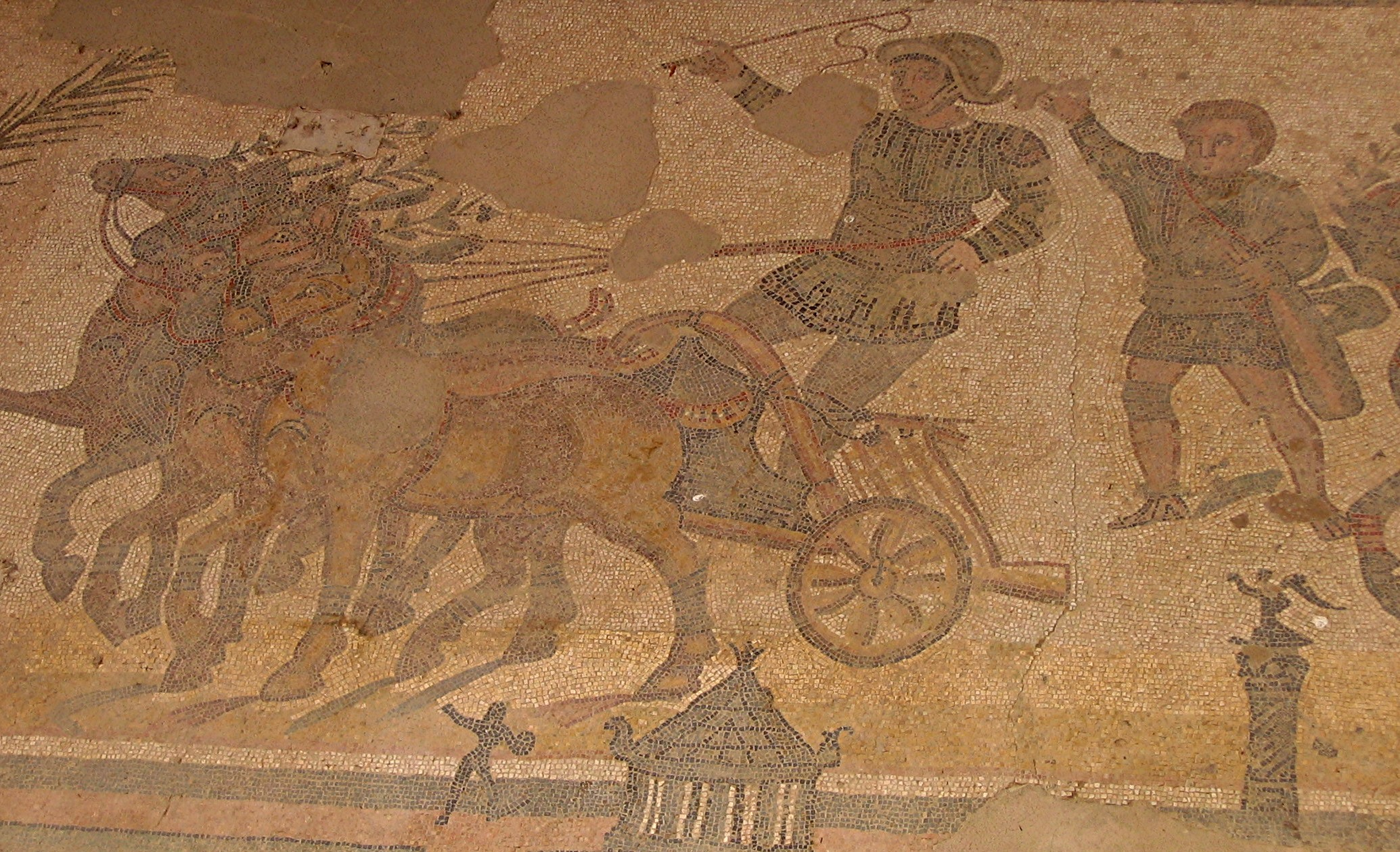
Мозаика «Цирковые состязания»
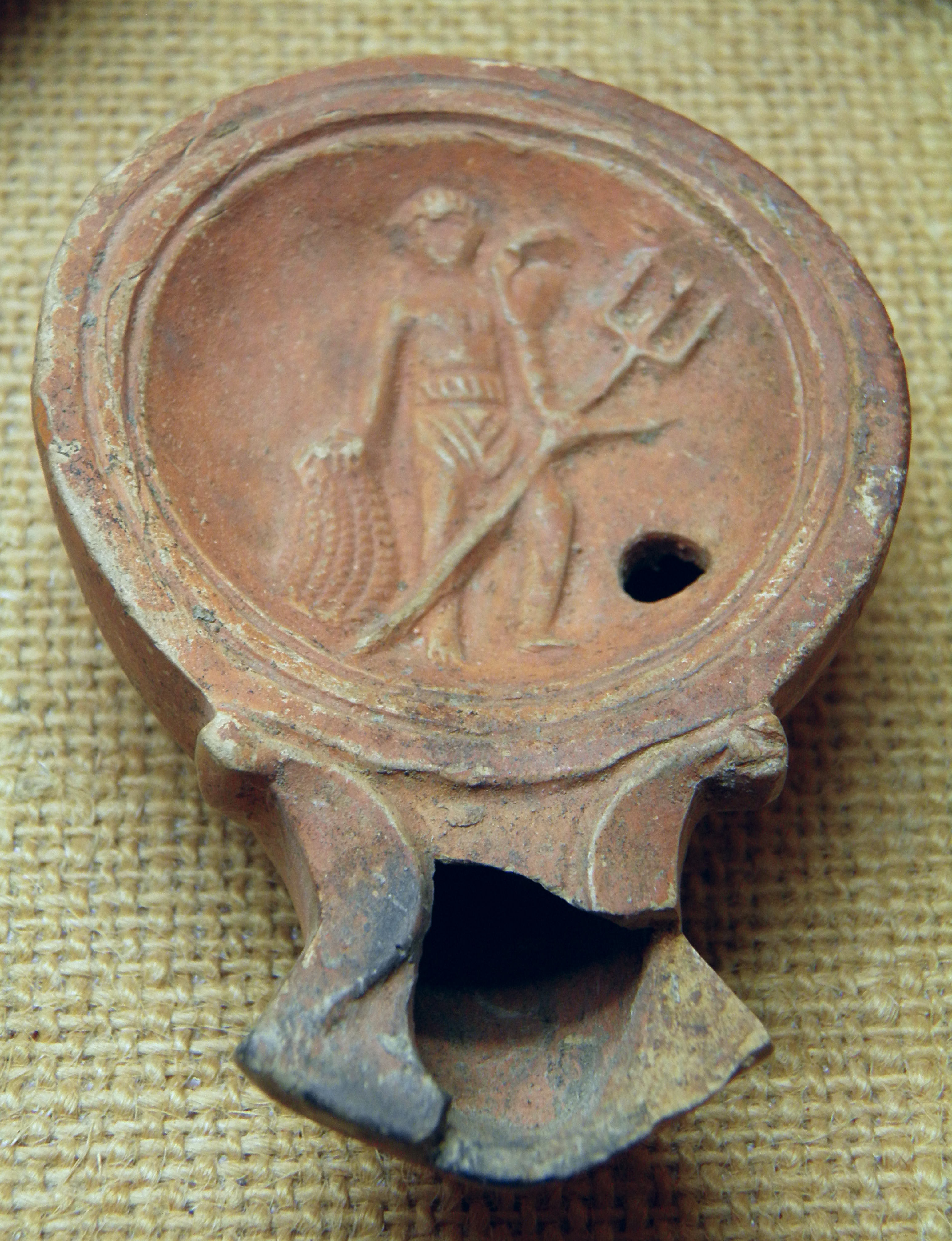
Терракотовая масляная лампа с изображением гладиатора с трезубцем и сетью